# Traité de Medina del Campo (1489)
 (mars 2017).
Pour les articles homonymes, voir Traité de Medina del Campo.
Le traité de Medina del Campo est un traité conclu le 26 mars 1489 entre l'Angleterre d'Henri VII et les souverains de Castille et d'Aragon, Isabelle Ire et Ferdinand II, ratifié dès le lendemain par la partie espagnole, mais seulement en septembre 1490 par le roi d'Angleterre.
Il a un triple objectif : un contrat de mariage entre Arthur Tudor, fils aîné d'Henri VII, et Catherine d'Aragon, fille d'Isabelle et de Ferdinand ; l'établissement d'une alliance contre la France ; la réduction des taxes douanières entre les deux pays.
Il intervient dans une conjoncture diplomatique complexe : d'une part, les Rois catholiques mènent depuis 1482 la guerre contre le royaume de Grenade, qui ne prendra fin qu'en 1491 ; d'autre part, la France, l'Angleterre et Maximilien d'Autriche, régent des Pays-Bas bourguignons, sont impliqués dans les affaires du duché de Bretagne, à la suite de la défaite et de la mort en 1488 du duc François II et de l'avènement de la duchesse Anne, âgée de 14 ans.

## Contexte

### La France
Depuis la mort de Louis XI (1483), le roi de France est son fils Charles VIII, mais le royaume est dirigée par la régente Anne de France (Anne de Beaujeu, par mariage), sœur du roi.
À cette époque, la rébellion féodale de la Guerre folle (1485-1488) a été vaincue, la grande question en France est celle du duché de Bretagne et du mariage de la duchesse Anne.

### L'Angleterre
À la fin de la guerre des Deux-Roses (1485), Henri Tudor a vaincu le roi Richard III, de la maison d'York, et est monté sur le trône d'Angleterre. La légitimité d'Henri n'est pas très forte ; sa saisie de la couronne vient d'abord par le droit de conquête, et de nombreux rivaux prétendent à la couronne.[pas clair]
Il cherche donc des alliés à l'extérieur afin d'affermir son pouvoir. En février 1489, il conclut un accord contre le roi de France avec la cour de Bretagne, et quelques jours plus tard un autre avec Maximilien d'Autriche, régent des Pays-Bas bourguignons.

### Maximilien d'Autriche, régent des Pays-Bas bourguignons
Le dernier grand adversaire de la France est l'archiduc d'Autriche Maximilien, fils de l'empereur Frédéric III, roi des Romains, mais surtout à cette date régent des Pays-Bas bourguignons au nom de son fils le duc Philippe le Beau. Il a subi une défaite face à Louis XI (traité d'Arras, 1482) et par la suite, s'est impliqué dans la Guerre folle, suivant de près les affaires de Bretagne (il envisage d'épouser la duchesse Anne).

### La Castille et l'Aragon
Le roi d'Aragon et la reine de Castille, mariés depuis 1469, sont alors en pleine guerre de Grenade (1482-1491) contre le dernier royaume musulman de la péninsule Ibérique.
Mais, sous le règne de Louis XI (de 1461 à 1483), l'Aragon a perdu les provinces du Roussillon et de la Cerdagne.
Ils sont aussi à la recherche d'alliés contre la France, pour la période qui suivra la fin de la guerre contre Grenade. En février 1489, ils ont conclu eux aussi un accord avec Maximilien.

## Le traité
En mars 1487, une offre de mariage est faite par les rois catholiques auprès d'Henri VII, dont le fils Arthur est né en 1486, pour leur fille, Catherine, née en 1485.

### Négociations (1487-1489)
Les termes de l'accord auquel sont parvenus les négociateurs sont rédigés le 26 mars 1489.

### Contenu du traité

#### Le mariage anglo-espagnol
La dot de Catherine est établie à 200 000 couronnes.

#### L'alliance contre la France
L'Angleterre et l'Espagne doivent s'assister mutuellement si l'un des deux déclare la guerre à la France.
Le traité est plutôt favorables à l'Espagne, que l'Angleterre doit soutenir jusqu'à la paix, même au cas où les Anglais recouvreraient la Guyenne. En revanche, les Espagnols peuvent mettre fin à leur soutien s'ils reprennent le Roussillon et la Cerdagne.

#### L'accord commercial
Les taxes douanières sur le commerce entre les deux pays doivent disparaître ; certains marchands castillans perdent leurs privilèges[pas clair].

## Suites

### Une ratification tardive par Henri VII (septembre 1490)
Henri VII attend avant de ratifier le traité. En effet, sa politique étrangère en 1489 et 1490 consiste à obtenir le soutien des rois catholiques ou celui de Maximilien d'Autriche.
En septembre 1490, il est en position d'établir une alliance tripartite avec l'Espagne et Maximilien et ratifie le traité de Medina del Campo le 23 septembre.

### Le mariage d'Arthur et Catherine (1501)
Les termes concernant le mariage sont renégociés en 1492 et 1497. Les deux adolescents sont mariés le 14 novembre 1501, mais Arthur meurt en avril 1502.